# Pollo en conserva
Pollo en Conserva fue un programa de televisión chileno, de estilo magacín, emitido y producido en horario matinal por La Red. Era conducido por el matrimonio de Juan Carlos "Pollo" Valdivia y Claudia Conserva y —de ahí su nombre— y tenía una duración de 3 horas al aire (entre las 9:30 y las 12:30). Junto a los animadores mencionados, en el programa participaban otros panelistas e invitados.
Tras la abrupta salida de Valdivia y Conserva del programa, fue reemplazado el 17 de octubre de 2011 por el matinal Mañaneros, conducido por Magdalena Montes, Eduardo Fuentes y Juan José Gurruchaga.

## Historia
El matrimonio conformado por Juan Carlos Valdivia y Claudia Conserva decidió juntarse para crear y animar un programa familiar de lunes a viernes al mediodía en Red Televisión. Mientras el "Pollo" Valdivia estaba trabajando en Mega y Claudia Conserva, en Canal 13, fueron llamados por Red Televisión para que se sumaran al proyecto, que en abril de 2005 cambió de horario, emitiéndose en horario matinal.
EL programa salió al aire el 30 de agosto de 2004, desde las 12:00 a 13:30 horas. El 18 de abril de 2005 cambió de horario, de 10:00 a 11:30 horas. En 2006 cambió nuevamente su horario, desde las 9:30 hasta las 11:30, y finalmente llegó al horario actual en 2007. El cual durante el transcurso del tiempo ha sido aumentado, este nuevo horario va desde las 9:30 hasta las 12:00; el horario fue cambiado al inicio del año 2011 de 9:30 y 12:30 horas.
El 26 de septiembre de 2011 Claudia Conserva y Juan Carlos Valdivia mantuvieron una reunión con el entonces director ejecutivo de La Red, Javier Urrutia, luego de que los conductores presentaran una licencia médica por quince días, que terminaba ese día, y donde acusaban "depresión agravada por la muerte de su amigo Felipe Camiroaga". El matrimonio llegó al canal acompañado de un abogado para resolver su situación contractual, debido a que en su ausencia Valdivia fue reemplazado por Eduardo Fuentes en el estelar que conduciría, Mentiras verdaderas. Al mismo tiempo, en Pollo en Conserva fueron relevados por el mismo Fuentes junto a Magdalena Montes. El propio director de la señal, en tanto, había puesto en duda la licencia médica en algunas entrevistas.
El matrimonio Valdivia-Conserva, que tenía contrato vigente con la televisora hasta fines de 2012, llegó hasta el canal y el director ejecutivo les manifestó su decisión de consensuar una salida amistosa del contrato. Finalmente, no hubo acuerdo, y el caso quedó en manos de la justicia. La posición de La Red es que la pareja de conductores no cumplió el contrato y consideran que tienen derecho, entonces, a darle término anticipado. Tras la llegada de Urrutia a la dirección ejecutiva de la señal en septiembre de 2010, su posición había cambiado y ya no recibían un porcentaje por la venta de publicidad en su programa. En febrero de 2015, La Red fue sentenciada a pagar 218 millones a Claudia Conserva, mientras que Juan Carlos Valdivia perdió la disputa que tenía con La Red, cuando la Corte Suprema falló a favor del canal en noviembre de 2018.
Tras el alejamiento de los Valdivia-Conserva, Pollo en Conserva siguió momentáneamente a cargo de Eduardo Fuentes y Magdalena Montes, pero la pareja no había sido confirmada de manera definitiva. Así somos, en tanto, buscaba a un nuevo conductor, ya que estaba confirmado que Fuentes no se mantendría. Entre las opciones se barajó la opción de que la entonces conductora de Intrusos en la televisión, Julia Vial, se hiciera cargo del espacio, cosa que no fue así debido a que fue el actor Juan José Gurruchaga quien tomó la animación del programa nocturno.
Debido a que Valdivia ni Conserva vuelven al programa, el 14 de octubre de 2011 se da a conocer el nombre del espacio que reemplaza a Pollo en Conserva, llamado Mañaneros, con Eduardo Fuentes y Magdalena Montes confirmados en los puestos. Posteriormente llegarían Julia Vial y Eduardo de la Iglesia. Se estrenó el 17 de octubre de 2011. 

## Secciones
- Sandía Calá (agosto de 2004-febrero de 2005)
- La cocina de... (agosto de 2004-octubre de 2011)
- La guerra de los sexos (2007-2009)
- Chicken Five (2007)
- Xcelente (2008)
- Qué Pachó? (2008-mayo de 2009)
- Pollo Loco (2009-2010)
- Salfaterama (agosto de 2010-octubre de 2011)
- Espectáculos (2010-octubre de 2011)
- La vuelta al mundo del Pollo (2005-septiembre de 2011)
- El diccionario de Gilberto Gil (julio-octubre de 2010)
- Asombrozoo (2010-septiembre de 2011)
- ¿Qué "CTM" es esto? (verano de 2011)

## Integrantes
- Conductores originales: Claudia Conserva y Juan Carlos Valdivia
- Conductores reemplazantes: Eduardo Fuentes y Magdalena Montes
- Últimos Panelistas: Felipe Vidal, Juan Andrés Salfate, Virginia Demaria, Yazmín Vásquez y Gabriela Zambrano
- Voz en Off: Gilberto Gil (Waldo Gómez Nilo).
- Panelistas y reporteros anteriores: Javiera Suárez (2009-2011), Andrea Hoffmann (2009-2010),[5] Rocío Peralta (2010-2011), Carlo von Mühlenbrock (2009-2010), Ana Sol Romero (2009), Teresita Reyes (2009), Branko Karlezi (2009), Carlos "Ratón" Pérez (2009), Daniela Cerda (2009), Catalina Droguett (2009), Mariana Quiles (2008-2009), Dra. Carolina Wittwer, Mey Santamaría, María Luisa Godoy (2008), Javiera Acevedo, María Fernanda "Titi" García-Huidobro (2007), Patricia Larraín (2007), Savka Pollak, Rocío Ravest, Magdalena Max-Neef (2007), Renata Bravo (2007-2009)[5] Kenita Larraín (2006), Sebastián Ferrer (2006-2009), Gonzalo Egas (2005-2006), Patricio Sotomayor (2005-2006, 2008-2010), Juan Manuel Astorga (2005-2007), Verónica Díaz (2005-2008), Venancio Nardiz (2005), Alejandro "Chavito" Chávez (2005, 2006-2009), Ana María Gazmuri (2005), Sandra O'Ryan (2005), Katty Kowaleczko (2005),Matilda Svensson (2004-2006), Carolina Zegers, (2004-2005), Paula Zegers (2004-2005), Michele Canale (2004-2005), Martín Chávez (2004), Mauricio Gamboa (2004), Marcelo Arismendi (2004), Francisca Villegas (2004), Cristián Briceño (2004), Álvaro García (2004-2005) y Christian Gordon (2004, voz en off).